# The Cloud Dream of the Nine
The Cloud Dream of the Nine은 대한민국 가수 엄정화의 열 번째 정규 앨범이다. 2017년에 발매되었다. 타이틀곡은 〈She〉이다.

## 트랙 리스트
| #  | 제목                            | 작사              | 작곡                                              | 편곡            | 재생 시간 |
| -- | ------------------------------- | ----------------- | ------------------------------------------------- | --------------- | --------- |
| 1. | 〈Oh Yeah (Feat. 종현)〉        | 김이나            | 이민수                                            | 이민수          | 3:53      |
| 2. | 〈Dreamer〉                     | 김이나            | OnePiece                                          | OnePiece        | 3:53      |
| 3. | 〈Watch Me Move〉               | Mafly, The Sunday | Hyuk Shin, MRey, Karina Pasian, Shawn Breathwaite | Hyuk Shin, MRey | 3:15      |
| 4. | 〈버들숲〉                      | 미성              | 포스티노,펜시                                     | 포스티노        | 3:48      |
| 5. | 〈Delusion (Duet With 이효리)〉 | 김이나            | 이민수                                            | 이민수          | 3:26      |
| 6. | 〈So What〉                     | Kenzie            | Kenzie                                            | Kenzie          | 3:19      |
| 7. | 〈Ending Credit〉               | 행주, 프라이머리  | 프라이머리, 수란                                  | 프라이머리      | 3:21      |
| 8. | 〈Photographer (Feat. 정려원)〉 | 포스티노, 팬시    | 포스티노, 팬시                                    | 포스티노        | 3:26      |
| 9. | 〈She〉                         | 엄정화            | G.gorilla                                         | G.gorilla       | 3:07      |

## 평가
| 전문가 평가 | 전문가 평가 |
| 평가 점수   | 평가 점수   |
| 출처        | 점수        |
| ----------- | ----------- |
| 이즘        | 3.5/별      |

이즘의 정민재는 "인간 엄정화의 승리이자 가수 엄정화의 건재 선언이다. 변함없는 섹시 콘셉트와 퍼포먼스로 또 한 번 감탄을 자아낸 것도 그만의 한 방. 오직 엄정화이기에 가능한 결과물이다."며 별점 만점 5점 중 3.5점을 부여했다. 웨이브의 최지선은 "엄정화라는 필터를 거쳐 세련되고도 강렬한 하나의 앨범이 탄생했다. 이를 통해 그녀는 시간이 흘러도 낡지 않을 수 있음을, 자신의 현재적 가치를 다시 한번 증명하고 있다."며 제16회 한국대중음악상의 최우수 팝 음반상 후보로 해당 음반을 선정하였다.